# Knox-Little-Nunatak
Der Knox-Little-Nunatak ist ein isolierter Nunatak im ostantarktischen Kempland. Er ragt 25 km südwestlich des Øydeholmen auf.
Australische Kartographen kartierten ihn anhand von Luftaufnahmen der Australian National Antarctic Research Expeditions aus dem Jahr 1959. Das Antarctic Names Committee of Australia benannte ihn nach Mike Knox-Little (* 1943), Funker auf der Casey-Station (1972), der Mawson-Station (1974, 1976, 1979, 1982 und 1987) und der Davis-Station (1990).